# توماس روجرز
توماس روجرز (بالإنجليزية: Thomas Rogers)‏ هو مهندس أمريكي، ولد في 1792 في Groton, Connecticut ‏ في الولايات المتحدة، وتوفي في 1856.